# Zygmunt Sapieha
Zygmunt Sapieha (ur. 1 maja 1936, zm. 17 października 2020 r.) – radny Miejskiej Rady Narodowej, ostatni przewodniczący Prezydium Miejskiej Rady Narodowej Kłodzka w latach 1972–1973 oraz pierwszy naczelnik miasta w latach 1973–1975; wieloletni prezes kłodzkiego koła Związku Sybiraków.
Był wieloletnim członkiem Miejskiej Rady Narodowej w Kłodzku. 7 grudnia 1972 został wybrany przez jej członków na przewodniczącego prezydium MRN. Funkcję tę sprawował do czasu jej likwidacji 20 grudnia 1973, co związane było z dokonującą się w tym czasie reformą administracyjną kraju. Wprowadzono nowy organ administracji publicznej, którym był naczelnik miasta sprawujący jednoosobowo władzę wykonawczą. Dzień później wojewoda wrocławski na wniosek Naczelnika Powiatu Kłodzkiego oraz Miejskiej Rady Narodowej powierzył mu sprawowanie tego urzędu, do jego odwołania dwa lata później w 1975.
Za jego rządów zauważalna była postępująca rozbudowa miasta. Kontynuowano budowę osiedla im. św. Wojciecha, bloków mieszkalnych przy ul. Krasińskiego oraz kończono osiedle XXX-lecia PRL. W 1975 zaczęto wznosić największy w mieście klatkowiec przy ul. Rodzinnej, który miał dać początek największemu w mieście blokowisku – osiedlu Kruczkowskiego, w którym docelowo zamieszkać miało 10 tysięcy mieszkańców.
28 maja 1975 wskutek reformy administracyjnej z 1975 Kłodzko znalazło się w nowo utworzonym województwie wałbrzyskim. Kilka dni później został odwołany ze stanowiska.
Nowe władze wojewódzkie przeniosły Kłodzkie Wiosny Poetyckie, zubożając życie kulturalne miasta, na co lokalne władze nie miały wpływu.
Od lat 90. XX wieku przez wiele lat przewodniczył kłodzkiemu kołu Związku Sybiraków. Za swoją działalność został wielokrotnie odznaczany, w tym m.in.: Złotym Krzyżem Zasługi oraz odznaką honorową „Zasłużony dla Powiatu Kłodzkiego”. Zmarł w 2020 roku i został pochowany we Wrocławiu na cmentarzu Świętej Rodziny na Sępolnie.

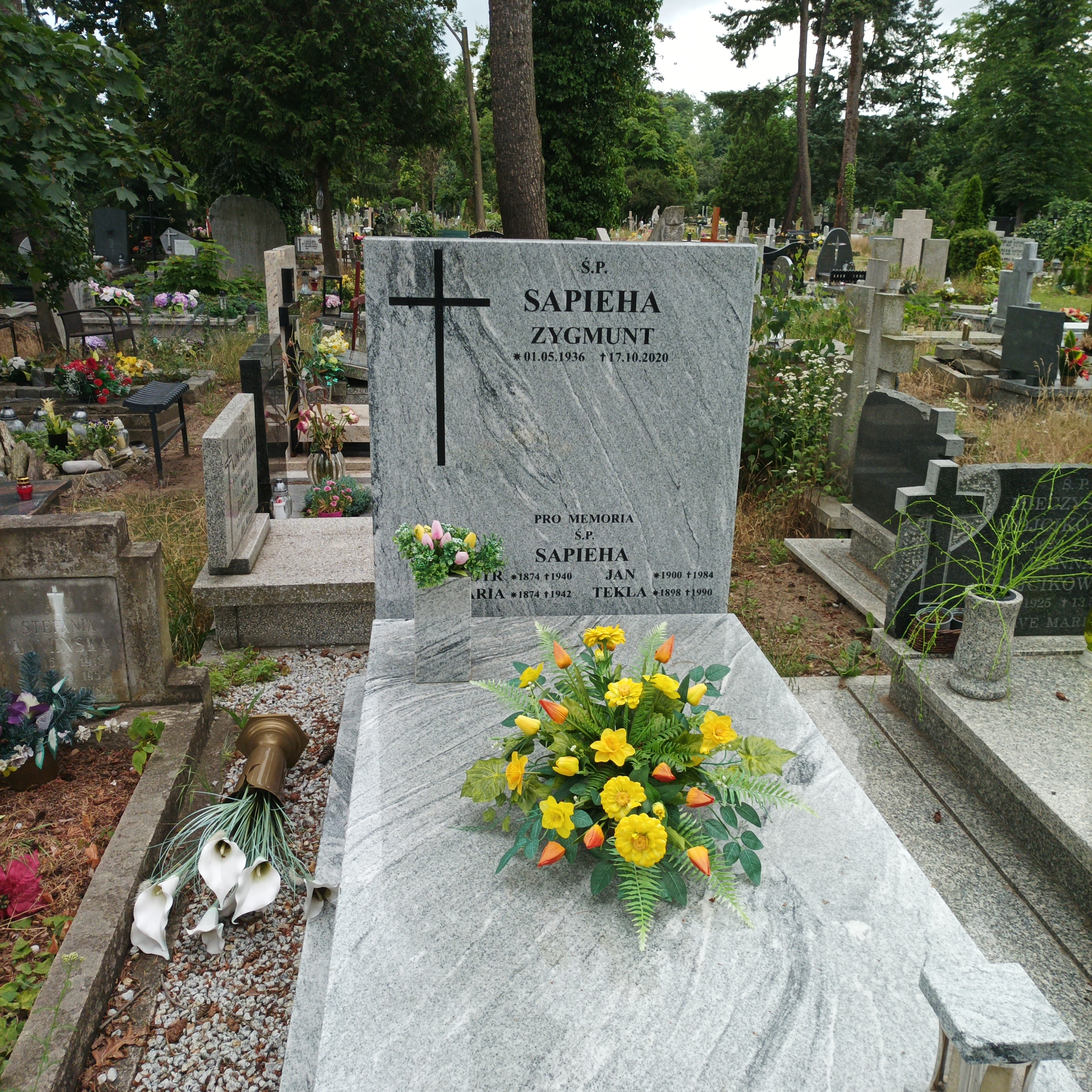
Grób Zygmunta Sapiehy na Cmentarzu Świętej Rodziny